# Karl Erjavec
Karl Viktor Erjavec, slovenski politik, pravnik, * 21. junij 1960, Aiseau, Belgija. 
Erjavec nekdanji je predsednik Demokratične stranke upokojencev Slovenije (DeSUS). Bil je minister v šestih slovenskih vladah. V vladi Janeza Ivana Janše (2004–2008) je bil minister za obrambo in bil vpleten v afero Patria, ko je predsedoval Borut Pahor (2008–2011) je bil minister za okolje in prostor. Po letu in pol je odstopil s položaja. Ko je Janez Janša drugič postal slovenski premier (2012–2013), je Erjavec dobil mesto ministra za zunanje zadeve; isto mesto je zasedel v naslednji vladi pod vodstvom Alenke Bratušek in v 12. vladi Republike Slovenije, ko je bil premier dr. Miro Cerar. Kot minister je sodeloval tudi v vladi Marjana Šarca, in sicer je znova prevzel obrambni resor. Po drugem odhodu iz stranke DeSUS je zapustil politiko in se zaposlil v podjetju Iskratel.

## Življenjepis
Rodil se je 21. junija 1960 v Aiseauju v Belgiji. Ime Viktor je dobil po belgijski tradiciji, da najstarejši sin podeduje očetovo ime. Oče je bil po poklicu tesar in večkratni državni prvak v kajaku; v Belgijo se je preselil zaradi slabih ekonomskih razmer in tam delal kot rudar. Iz Belgije se je Karl vrnil z 12 leti. Maturiral je na gimnaziji v Kranju. Kljub želji po študiju slikarstva se je vpisal na Pravno fakulteto Univerze v Ljubljani in diplomiral leta 1985.  
Do leta 1990 je bil zaposlen v gospodarstvu, leta 1990 pa je postal član Izvršnega sveta Skupščine občine Kranj in bil imenovan za sekretarja za občo upravo in druge pravne zadeve. Član prve stranke je postal leta 1993, ko se je včlanil v SKD. Med letoma 1995 in 2000 se je v Uradu varuha človekovih pravic RS ukvarjal z zadevami, povezanimi z varovanjem temeljnih človekovih pravic. Bil je vodja kabineta pri varuhu človekovih pravic in direktor strokovne službe. Od leta 2001 do leta 2004 je bil državni sekretar za pravosodno upravo na Ministrstvu za pravosodje RS. Po razpadu stranke SLS+SKD je ostal član SLS-a, vendar je zaradi neuresničenih ambicij stranko zapustil in se maja 2004 pridružil LDS. 

## Državna politika

### Minister za obrambo (2004-2008)
LDS je zapustil zelo hitro in se tik pred volitvami leta 2004 na povabilo Antona Rousa vključil v DeSUS. 20. maja 2005 je postal predsednik stranke DeSUS.  
V času vlade Janeza Janše, kjer je zasedel mesto ministra za obrambo, je večkrat zagrozil z odhodom iz koalicije, vendar do uresničitve odhoda ni prišlo. Pod njegovim vodstvom ministrstva je bila sklenjena pogodba o največjem nakupu orožja v slovenski zgodovini, ki je kasneje postala znana kot afera Patria. Skupaj z generalom Albinom Gutmanom je spremenil zahtevano oborožitev oklepnikov: namesto prej načrtovanih devetdesetih so kupili samo šest najzmogljivejših vozil s topovi, 25 oklepnikov pa naj bi imelo samo "osnovno konfiguracijo", kar pomeni, da so kupili zgolj oklepne školjke brez koles, menjalnika in motorja.
Ne glede na to je postal prvi obrambni minister v Sloveniji, ki je na funkciji ostal celoten mandat. 

#### Minister za okolje in prostor
Bil je minister za okolje Republike Slovenije v Pahorjevi vladi; 26. januarja 2010 je odstopil s položaja zaradi afere s smetmi. K razrešitvi Erjavca je premierja Pahorja takrat pozvalo Računsko sodišče Republike Slovenije pod vodstvom Igorja Šoltesa.   

### Minister za zunanje zadeve
Na državnozborskih volitvah leta 2011 je kandidiral na listi svoje stranke in dobil poslanski mandat. DeSUS je pod Erjavčevim vodstvom vstopil v 10. vlado Republike Slovenije pod vodstvom prvaka Slovenske demokratske stranke Janeza Janše. Erjavec je zasedel položaj ministra za zunanje zadeve Republike Slovenije. Zaradi poročila Komisije za preprečevanje korupcije pri nadzoru nad premoženjskim stanjem predsednikov parlamentarnih strank, ki je bremenilo tudi Janšo, je DeSUS zapustil koalicijo. Stranka je vstopila v novo vlado Alenke Bratušek, kjer je Erjavec ostal na položaju zunanjega ministra, prav tako v času vlade Mira Cerarja, v kateri je bila stranka, po zgodovinskem uspehu na volitvah (10 poslanskih mest), druga največja koalicijska stranka. 
V času Cerarjeve vlade je Erjavčevo ministrovanje pretresel največji diplomatski škandal v Sloveniji, ko so hrvaški obveščevalci prisluškovali slovenskemu arbitru Jerneju Sekolcu in agentki Simoni Drenik, ki sta o pomembnih vsebinah v zvezi z arbitražno sodbo med Slovenijo in Hrvaško govorila po nezavarovani telefonski liniji. Afera je zatresla arbitražni postopek, od katerega je Republika Hrvaška zaradi – po njihovem mnenju – nespoštovanja pravil s strani Slovenije odstopila. Arbitražno sodišče se je izreklo, da je bil dogodek sicer napaka Slovenije, a da na potek razsodbe ne bo vplivala. Kljub temu je Hrvaška napovedala, da arbitražne razsodbe ne po upoštevala, saj da je zanjo nična. Erjavec je zavrnil svojo objektivno odgovornost in zavrnil odstop, h kateremu ga je pozvala opozicija.
Po tem ko je Rusija leta 2014 okupirala ukrajinski Krim in sprožila vojno v Donbasu, je Erjavec pozval k ohranitvi ozemeljske celovitosti Ukrajine in gospodarski pomoči. Hkrati je trdil, da je podpis sporazuma o približevanju Ukrajine EU bil napaka, saj bi po njegovem mnenju o usmertivi Ukrajine morala odločati tudi Rusija. Erjavec je Slovenijo zaradi »dobrih odnosov« z Rusijo neuspešno skušal ponuditi kot posrednico med EU in Rusijo. Do predlogov je bil ostro kritičen Zbor za republiko, ki je Erjavca pozval k odstopu in izpostavil, da take izjave Slovenijo predstavljajo kot neopredeljeno državo, ki ni del EU, problematiko ki je v celoti produkt Rusije prelaga na EU in da dajejo vtis, da Slovenija podpira težnje po omejitvah suverenosti držav.
Erjavčevo delo kot zunanji minister je bilo kritizirano, češ da je rusofil in da je Slovenijo zapeljal proti Rusiji. Sam se je na očitke odzval z obtožbo, da je rusofil v resnici Janez Janša. Ruski veleposlanik v Sloveniji je pred državnozborskimi volitvami v Sloveniji leta 2018 javno podprl Erjavca.

### Minister za obrambo (2018-2020)
Pred državnozborskimi volitvami 2018 je Erjavec z ljubljanskim županom Zoranom Jankovićem oblikoval t. i. Levi blok, ki je nasprotoval sodelovanju v vladi Janeza Janše ob njegovi morebitni zmagi na volitvah. K bloku je Erjavec povabil tudi druge leve stranke, a se mu ni pridružila nobena. DeSUS je na volitvah doživel enega najnižjih rezultatov v svoji zgodovini; prejeli so 43.129 glasov oz. 4,91 % glasov in tako pet poslanskih mest oz. za polovico manj kot v prejšnjem mandatu. Prav tako se Karlu Erjavcu ni uspelo prebiti v parlament. DeSUS je zavrnil koalicijska pogajanja z zmagovalko volitev Slovensko demokratsko stranko, so se pa udeležili pogajanj z drugouvrščenim Marjanom Šarcem in njegovo Listo Marjana Šarca, kljub temu, da je v volilni kampanji Erjavec zatrjeval, da Slovenija potrebuje izkušene politike in da bo "nov obraz nova napaka". Erjavec je v Šarčevi vladi zasedel mesto ministra za obrambo. 

### Pretres v stranki
Januarja 2020, dobro leto po nastopu Šarčeve vlade, je v stranki DeSUS potekal kongres. Poleg Erjavca je kandidaturo napovedala tudi njegova kmetijska ministrica Aleksandra Pivec. V stranki se je kazalo nezadovoljstvo z Erjavčevim vodenjem stranke, ki je vplivalo tudi na padec podpore na volitvah in v javnomnenjskih raziskavah. Erjavec naj bi užival podporo vodstva stranke in poslanske skupine, Pivčeva pa večjo podporo v pokrajinskih odborih, Pivčevo naj bi podpiral tudi premier Šarec. Na kongresu je Aleksandra Pivec prejela 143 glasov, Erjavec pa 80, s čimer je po štirih mandatih moral prepustiti vodenje stranke. Ob tem je napovedal odstop z mesta obrambnega ministra in umik iz politike, ostaja pa član stranke. Do padca Šarčeve vlade čez dva meseca Erjavec ni odstopil.
Po aferah zoper Pivčevo in posledičnem odstopu z mesta predsednice je Erjavec napovedal kandidaturo na izrednem kongresu, ki je potekal 5. decembra 2020. Prejel je 146, protikandidat Srečko Felix Krope pa 71 glasov. S tem rezultatom je Erjavec po 10 mesecih spet prevzel vodenje stranke. Erjavca se je ob tem že omenjalo za morebitnega mandatarja Koalicije ustavnega loka, a je to sprva označil za špekulacije, kasneje, 15. decembra, pa novico potrdil. Kot prva med strankami ga je podprla Lista Marjana Šarca. Poslanska skupina je sporočila, da ji Erjavec možnosti izstopa iz Janševe vlade pred kongresom ni omenjal, zato so jih njegove poteze kasneje razočarale. Štirje poslanci so v primeru Erjavčevih "solo akcij" zagrozili tudi izstop iz poslanske skupine DeSUS, saj so veljavne odločitve organov stranke velevale sodelovanje v vladi.

### Mandatar Koalicije ustavnega loka
Konec decembra 2020 je Erjavec sporočil, da so dosegli soglasje, da bo mandatar Koalicija ustavnega loka, ki bo poskusila zrušiti tretjo Janševo vlado. 15. decembra 2020 ga je uradno podprla Lista Marjana Šarca, 29. decembra še Socialni demokrati. Erjavec je vložitev nezaupnice napovedal za 15. januar 2021 in povedal, da pričakuje 43 poslanskih podpisov (potrebna večina je 46 poslanskih glasov). Ob tem je napovedal tudi ponovne pogovore s Stranko modernega centra, ki je koalicijo KUL in Erjavca prej že večkrat zavrnila.
Karl Erjavec je 15. januarja v državni zbor vložil nezaupnico proti 14. vladi Republike Slovenije, za katero je zbral 42 poslanskih podpisov. Podprle so ga Lista Marjana Šarca, Socialni demokrati, Stranka Alenke Bratušek in Levica, Erjavcu pa ob tem ni uspelo pridobiti polne podpore lastne poslanske skupine; podpise so prispevali Franc Jurša, Ivan Hršak in Jurij Lep, zaradi nestrinjanja z vsebino nezaupnice pa je podporo odrekel Branko Simonovič. Slednji je svojo nepodporo utemeljil s tem, da je bil zdravstveni resor v rokah DeSUS-ovega ministra Gantarja in bi s podporo nezaupnice izrekel nezaupnico lastni stranki.
Zaradi več okužb v poslanskih skupinah opozicijskih strank je Karl Erjavec 19. januarja, dan pred glasovanjem o nezaupnici, umaknil svoje mandatarstvo, s čimer je nezaupnica propadla. Ob tem je napovedal, da jo bo ponovno vložil, ko bodo omogočeni pogoji glasovanja na daljavo. Erjavec je nezaupnico ponovno, a takrat z desetimi poslanskimi podpisi, vložil 10. februarja 2021. Glasovanje o nezaupnici je potekalo 15. februarja. Nezaupnico je podprlo 40 poslancev, 7 jih je bilo proti, 6 glasovnic je bilo neveljavnih, ostali pa glasovnic niso prevzeli. Nezaupnica s tem ni uspela.

#### Izstop iz stranke
V začetku marca 2021 se je Erjavec zaposlil kot pomočnik direktorja v podjetju Iskratel, 10. marca pa najavil svoj odstop z mesta predsednika DeSUS in izstop iz nje, kar je tudi uresničil. Po izstopu iz stranke je po ruski invaziji na Ukrajino pozval k prekinitvi vojaške pomoči Ukrajini in trdil, da so ruske grožnje z jedrskim orožjem »resne«.

### Vrnitev v politiko
13. oktobra 2023, približno dve leti in pol po izstopu iz stranke, je v javnost prišla informacija, da naj bi se Karl Erjavec vrnil v stranko. V stranki DeSUS so informacijo o pogovorih glede sodelovanja potrdili; Erjavec naj bi se s podporo stranke podal na evropske volitve 2024. Ideja kasneje ni bila realizirana, je pa Erjavec julija 2024 pri ruski kapelici napovedal oblikovanje nove sredinske politične stranke Zbor za prihodnost. Bodoča stranka je bila označena kot proruska, za ustanovitvijo pa naj bi po poročanju Dela stala Rusija in gospodarstveniki, ki so jih oškodovale sankcije po ruski invaziji na Ukrajino. Erjavec je povezave z Rusijo zanikal, češ da gre za trditve ljudi, ki jih je »strah njegove vrnitve« in hkrati izrazil nasprotovanje pomoči napadeni državi. Trdil je, da se zavzema za »konec vojne« in izrazil podporo Donaldu Trumpu za katerega je trdil, da bi »takoj končal vojno« ter Viktorju Orbánu, katerega obiske Putina in blokiranje pomoči Ukrajini je označil kot »prava pot za mir«.

## Zasebno
Je avtor številnih člankov o varstvu temeljnih človekovih pravic in o delovanju pravosodnega sistema. Pogosto pa je tudi predaval na različnih strokovnih seminarjih in posvetih. Govori francosko in angleško. Poročen je z Ljubo Erjavec in oče hčerk Eve in Ines. Njegov brat je glasbenik in član zasedbe Pop Design Martin Erjavec.
Razglašen je bil za Politični obraz leta 2010.